# Estela Luna López
María Estela Luna López (Lima, 12 de mayo de 1943 - 28 de junio de 2020) fue una actriz, pedagoga teatral y una de las primeras dramaturgas en el Perú que aborda temas sobre el feminismo en el teatro.

## Biografía
Egresó de la especialidad de Educación Teatral en 1969 del Instituto Nacional Superior de Arte Dramático, actualmente Escuela Nacional Superior de Arte Dramático. Asimismo, estudió en la Facultad de letras de la Universidad Nacional Mayor de San Marcos.
Como dramaturga, empezó escribiendo teatro para niños, siendo la primera autora que no adapta cuentos al teatro para niños, sino que los crea a partir de la realidad. Formó parte del grupo de teatro para niños "Histrión Teatro de Arte" fundado en 1956 por estudiantes de la escuela que ahora es ENSAD, en donde gracias a la fértil imaginación y profundidad reflexiva de Estela, el grupo mencionado se vislumbra en los años setenta al lado del consagrado grupo Homero Teatro de Grillos, fundado por Sara Joffré. En 1967 nace "El señor Histrión" en un programa de tres obras: Fiesta de los colores, la gallinita sembradora, La lechera y el cántaro, las tres obras de Estela Luna López.

## Dramaturgia
En sus obras para adultos, Estela Luna, evidencia su profundo e intenso conocimiento sobre la naturaleza humana, sus limitaciones, sus defectos y posibilidades; lo que hace que las piezas de la dramaturga sea un llamado a la conciencia sobre situaciones de opresión o marginación, y a la urgencia de un cambio. Su mayor línea de acción de la autora es el enfrentamiento entre hombres y mujeres, a veces es evidente o en ocasiones de manera más indirecta. Si bien, Estela Luna, hace hincapié en una especie de "guerra" entre hombres y mujeres, no manifiesta una distribución de bandos entre "los buenas" y "los malos"; sino que, "abre una esperanza, un tiempo ideal donde convivan ambos "ambos" vivan en justa armonía y equidad de oportunidades", según comenta el dramaturgo Alfredo Bushby. Otro tema del que se extrapola directa o indirectamente en las piezas de Estela Luna es, la ciencia, que se ve encarnada como conocimientos o la educación. Y, lo que nos expresa la autora es un llamado a que esté al alcance de todos (hombres, mujeres, ricos o pobres). 
A través de las lecturas de sus piezas, en donde nos exhibe un gran dominio artístico, se puede evidenciar que la dramaturgia de la autora está divida en dos estilos: estructura tradicional, de causa y efecto; y el "coringa", influencia del director Augusto Boal. El "coringa" es una estructura dramatúrgica en el que encontramos una sucesión de escenas breves, diversas entre sí en su forma, en donde una escena atraviesa a otra sin aparente causalidad. En este estilo, los personajes están representados por pocos actores, quienes asumen múltiples personajes. Asimismo, hay una elocuente presencia de música y danza, aleccionamientos al público; todo ello para figurar una impresión de unidad que refleje sin reservas la exposición y denuncia de una situación injusta. Sin duda, una obra que fielmente tiene el estilo mencionado es "Eva no estuvo aún en el paraíso", en ella se ven cánticos, diálogos domésticos, parodias que constituyen el conjunto de escena de esta coringa. Otra de sus obras que posee dicho estilo es "Balada para recordar", pero que según Alfredo Busbhy, "Ella trazaría rasgos propios a sus coringas"; y en una de sus últimas obras "El hueso del horizonte", combinó coringa y dramaturgia tradicional.   

#### Tradición feminista
Probablemente la obra más mentada de Estela Luna, "Eva no estuvo aún en el paraíso", una obra que traduce la sensibilidad femenina y la condición de la mujer en el Perú, siendo una obra que expone frontalmente el feminismo. El impacto de esta obra en una época en donde no se concebían las ideas feministas que Estela Luna determina causó un revuelo en el público asistente; pues, su estreno en el Club de Teatro de Lima "desató una batalla similar a la histórica batalla de Hernani, entre las jóvenes liberales y las señoras conservadoras que asistieron al estreno", como lo menciona Ernesto Ráez. En esta pieza, no hay una línea de acción perceptible entre las escenas, a pesar de que la línea temática es siempre determinado claramente a los dobles e injusto estándares que existen entre hombres y mujeres; en especial en relación con la sexualidad y a las roles en la sociedad. Ello se da a entender por los ejemplos que se proveen a lo largo de la obra, en una de las escenas, un conjunto de mujeres en arengas denuncia contra los que consideran sistemas que al ser creados perpetuarían situaciones de marginación y de opresión de un sexo al otro, estos serían: las leyes, las costumbres, las religiones y la ciencia. En la obra se expone, que estos cuatro sistemas habrían sido creados y controlados por los hombres para su beneficio y en perjuicio de las mujeres.
Otros de los motivos que atraviesan en la obra, es que la belleza femenina sólo se obtiene a través del sufrimiento. En una escena, una muchacha se queja del dolor que le causa el ser peinada y lo ajustado de las trenzas que le hace su madre; en otra, un trío de mujeres, en un diálogo paródico, expresan las limitaciones de sus acciones y su constante angustia de que las medias no se les vayan a correr. Empero, uno de los ejemplos más trascendentes es el de una reina de belleza que con la finalidad de ganar el concurso de belleza, no sólo debe aparentar estar bien de salud en medio de una gripe que tiene, sino que se atormenta hasta el punto de llorar, ya que, las medidas de sus caderas sobrepasan las medidas prescritas en el certamen.

#### Un hecho noticioso
En 1985, Estela Luna, supo de un hecho noticioso que ocurrió en el Jirón de la Unión en el centro de Lima. Un hombre desde lo alto de una cúpula pedía a gritos un pollo a la brasa a cambio de no aventarse al vacío. Este hecho inspirará a la dramaturga a escribir la obra "O me dan pollo o me aviento" que en su versión final tituló "El antojo de Percy". Esto evidencia que como dramaturga ella tenía su mirada puesta en su tierra, en su entorno en su tiempo. 

### Teatro para niños
Sus obras para niños siempre estaban animadas por canciones de música peruana, que incluso ella misma componía. Entre sus obras están: Las arenas doradas la fiesta de los colores, los monstruos del espacio, el edificio de la salud, el chivo egoísta y la gallinita sembradora. Estela Luna, es autora de doce piezas de teatro para niños, de las cuales nueve han sido estrenadas.

## Sus obras en el extranjero
Las obras de Estela Luna tuvieron puesta en escena en el extranjero, la primera fue "Eva no estuvo aún en el paraíso", el impacto que tuvo su estreno en Lima generó la atención de periodistas tanto de Lima como del extranjero. Esta obra se realizó por el grupo The Black Alley en EE.UU, en el año 1973. Otra obra que tuvo montaje en el extranjero fue "Collage", eh Argentina en 1984. 
La obra "Eva no estuvo aún en el paraíso" tuvo otra puesta en escena a mediados del 2002 en México, dirigida por José Chan Mondragón. Este montaje se dio en la celebración del Día mundial del Teatro en la ciudad de Chetumal teniendo como escenario el Teatro Constituyentes.

## Obras

### Obras estrenadas
- Eva no estuvo aún en el paraíso (1971), estrenada en el Club de Teatro y dirigida por Víctor Galindo.
- Collage (1971), estrenada en el Club de Teatro y dirigida por Víctor Galindo.
- El lobo viste de mandil blanco (1972), estrenada en el Teatro de la Universidad Federico Villareal.
- ¿Qué tierra heredarán los mansos? (1979)
- El hueso del horizonte (inicios de los noventa), estrena en el año 2022 en Espacio Teatro Esencia y dirigida por Martín Velásquez Marvelat.
- El espacio (2023) Pieza de radio teatro o "teatro para audífonos" producida por el grupo peruano EspacioLibre.

### Obras no estrenadas
- Balada para recordar (fines de los sesenta)
- La candidata (1967)
- El espacio (1969)
- El antojo de Percy
- Cuando el mundo se rompió (escrita en la primera década de este siglo)

## Premios y reconocimiento
- Recibió el premio TUSM del Teatro Universitario de San Marcos en 1968, por su obra "Flor de remata".
- Ganó el Concurso Nacional de Obras de Teatro escolar del diario ULTIMA HORA en 1966.
- Recibió el Premio Teatro Nacional con su obra ¿Qué tierra heredarán los mansos?